# Pomnik Jana Kilińskiego w Warszawie
Pomnik Jana Kilińskiego – monument upamiętniający Jana Kilińskiego znajdujący się przy ul. Podwale w Warszawie.

## Historia
Pomnik powstał według projektu Stanisława Jackowskiego, a odlany został w 1935 w zakładzie Braci Łopieńskich. Składał się z rzeźby wykonanej z brązu o wysokości 4 metrów oraz granitowego cokołu o wysokości 3 metrów. Artysta przedstawił Jan Kilińskiego ruszającego do szturmu, w płaszczu, z wysoko podniesioną szablą i z pistoletem za pasem.
Na cokole umieszczono napis: „JANOWI KILIŃSKIEMU WODZOWI LUDU STOLICY ROKU 1794. RODACY R. 1934”. Cokół został wykonany przez firmę kamieniarską Jana Fedorowicza z granitu finlandzkiego pochodzącego z rozebranego soboru św. Aleksandra Newskiego na placu Saskim. Na frontonie cokołu umieszczono płytę-płaskorzeźbę autorstwa Walentego Smyczyńskiego Kiliński prowadzący powstańców przez pl. Zamkowy.
Monument odsłonięto na placu Krasińskich w 30. rocznicę powołania Warszawskiej Izby Rzemieślniczej, 19 kwietnia 1936, w obecności Ignacego Mościckiego. Po zakończeniu uroczystości ulicami Warszawy przeszedł uroczysty pochód przedstawicieli wszystkich cechów warszawskich, z których każdy niósł symbol swego zawodu.
W marcu 1942 monument został zdemontowany na polecenie Niemców w odwecie za zdjęcie przez Aleksego Dawidowskiego 11 lutego 1942 niemieckojęzycznej tablicy z pomnika Mikołaja Kopernika. Pierwotnie pomnik miał zostać zniszczony, jednak dzięki staraniom Stanisława Lorentza udało się uzyskać u władz niemieckich zmianę tej decyzji. Pomnik złożono w magazynach Muzeum Narodowego, a na jego murze pojawił się namalowany przez Dawidowskiego napis: Jam tu ludu W-wy. – Kiliński Jan!. Pojawiły się też ogłoszenia „podpisane” przez samego Kopernika: W odwecie za zniszczenie pomnika Kilińskiego zarządzam przedłużenie zimy o 6 tygodni. Jak się okazało, zima tego roku była wyjątkowo długa.
Posąg doczekał wyzwolenia Warszawy w styczniu 1945 w piwnicach Muzeum Narodowego. Był jednym z nielicznych warszawskich pomników, które nie zostały zniszczone w czasie II wojny światowej. Konieczne było jednak dorobienie brakującej szabli oraz naprawienie mniejszych uszkodzeń, m.in. stłuczenia powierzchni prawego kolana oraz obu dłoni Kilińskiego. Prace te wykonała w 1946 pracownia „Bracia Łopieńscy”.
Monument jako jeden z pierwszych warszawskich pomników stanął w alei 3 Maja naprzeciwko gmachu Muzeum Narodowego. 1 września 1946 został przeniesiony z powrotem na plac Krasińskich. 15 listopada 1959 pomnik po raz kolejny został przeniesiony i odsłonięty w nowym miejscu − przy ul. Podwale, w pobliżu wylotu ul. Piekarskiej. Nowy granitowy cokół ufundowali rzemieślnicy warszawscy, co upamiętnia napis wykuty na pomniku. Nie wmurowano jednak ponownie płyty Walentego Smyczyńskiego; została ona przekazana do Muzeum Historycznego m.st. Warszawy. Lokalizacja monumentu uzasadniona jest tym, że w jego pobliżu znajdowała się siedziba ambasadora rosyjskiego w czasie insurekcji kościuszkowskiej. Jan Kiliński dowodził szturmem mieszkańców Starego Miasta na tę rezydencję 17 kwietnia 1794.
W latach 1993–1994 monument został poddany gruntownej renowacji, dzięki której wzmocniono jego osłabiony fundament i wyprostowano cokół odchylony od pionu o 12 stopni.

## Galeria

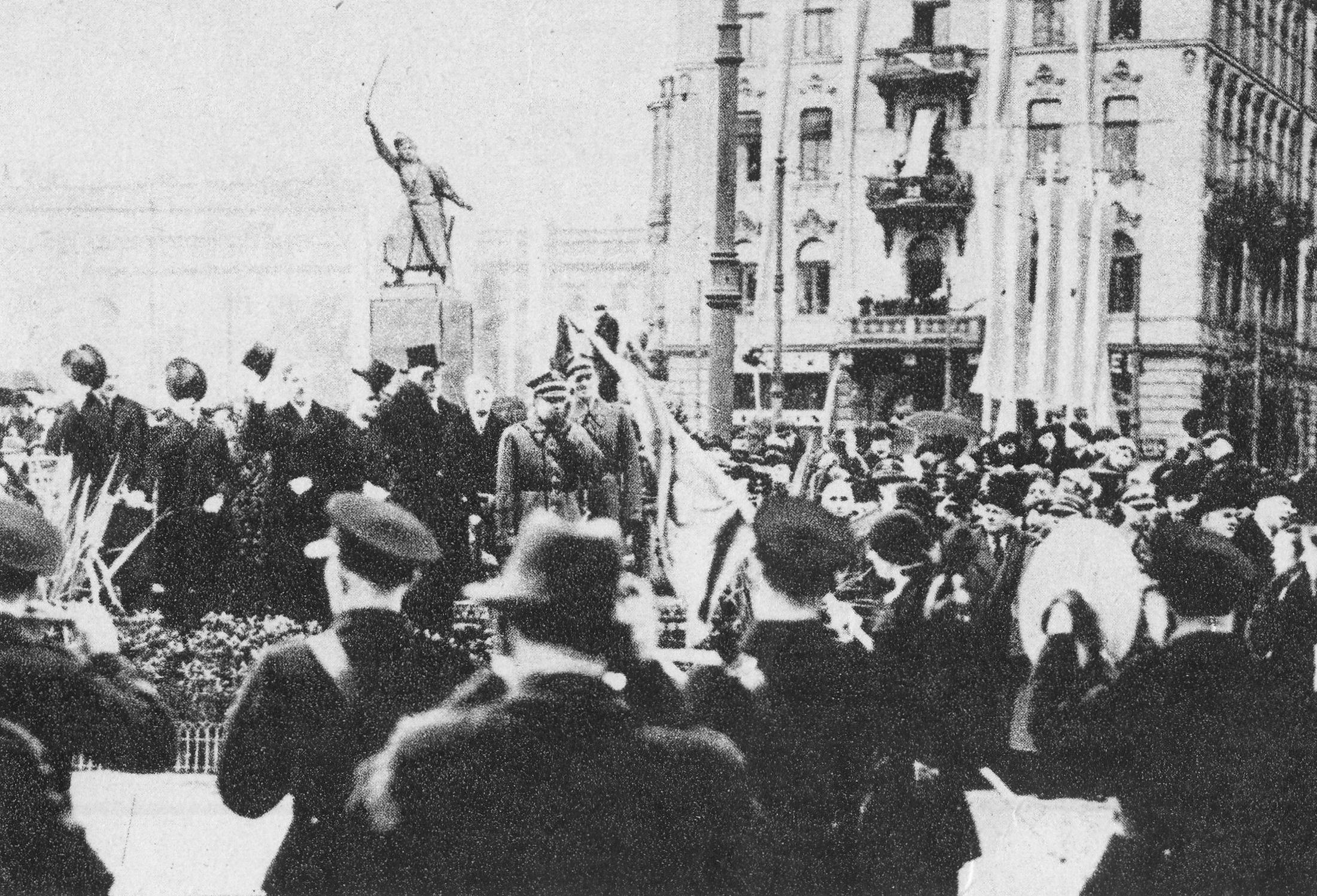
Odsłonięcie pomnika na placu Krasińskich w 1936
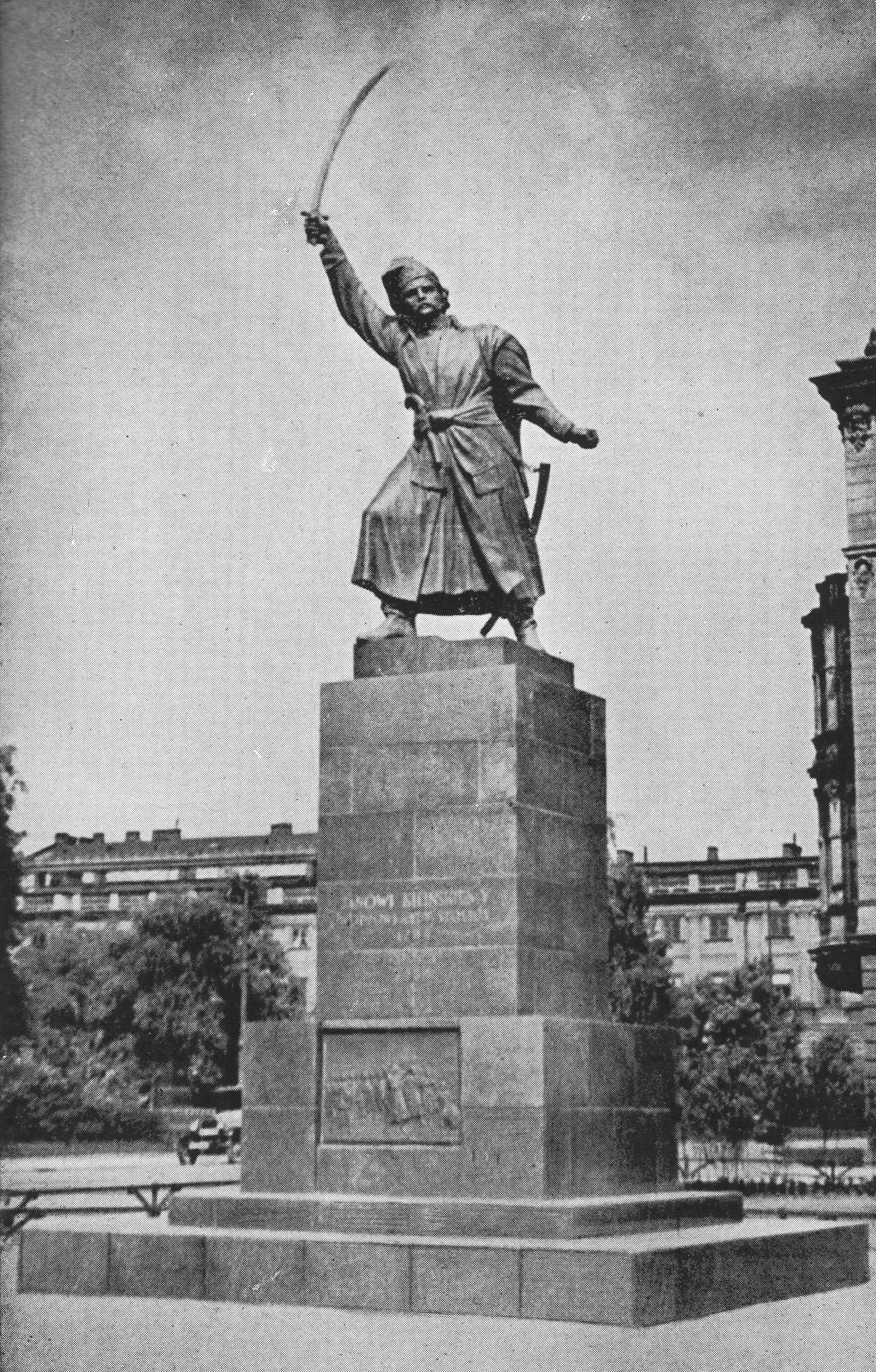
Monument w pierwotnej lokalizacji, z widoczną płaskorzeźbą Walentego Smyczyńskiego
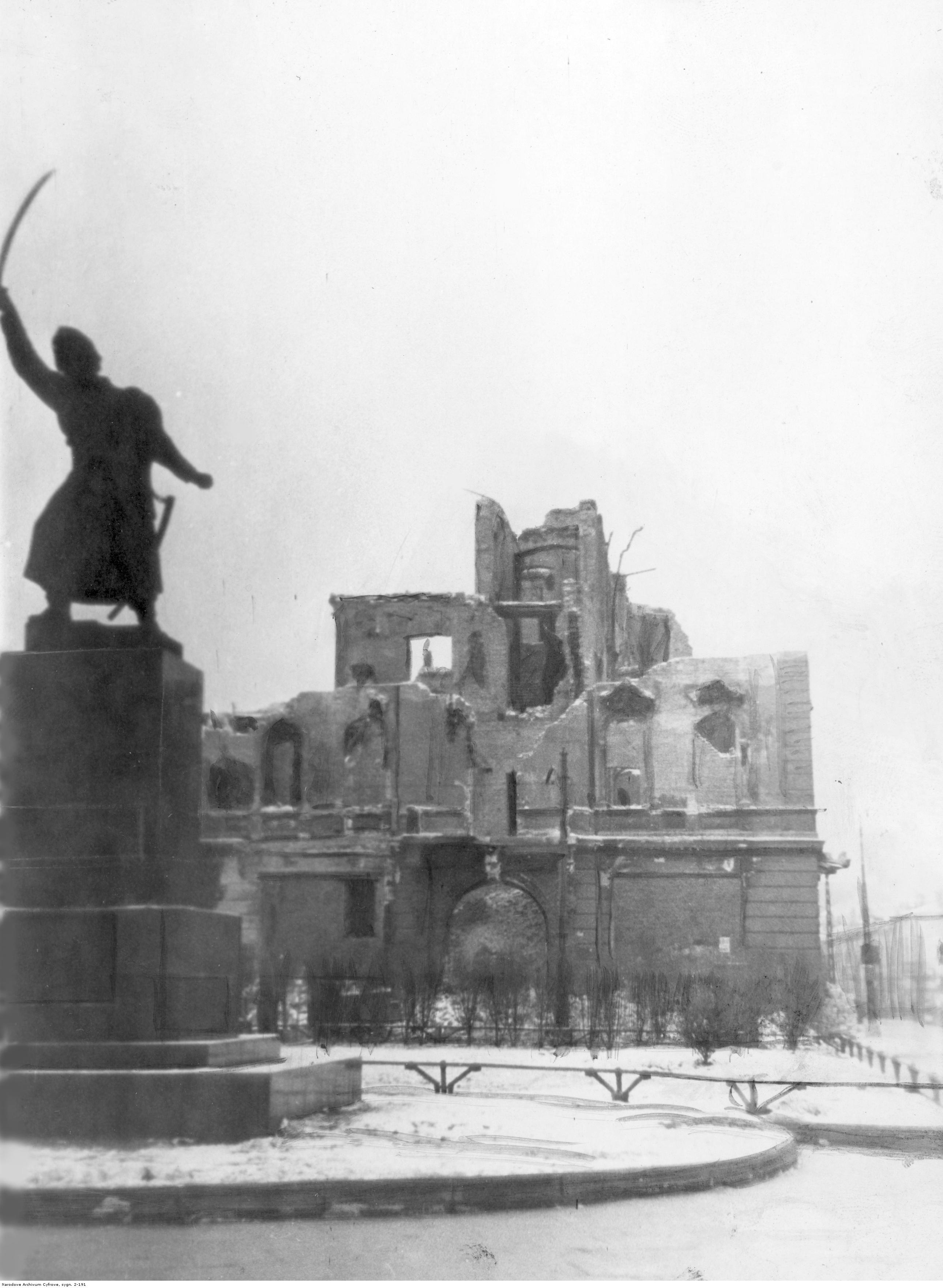
Pomnik na tle Warszawy zrujnowanej w czasie kampanii wrześniowej
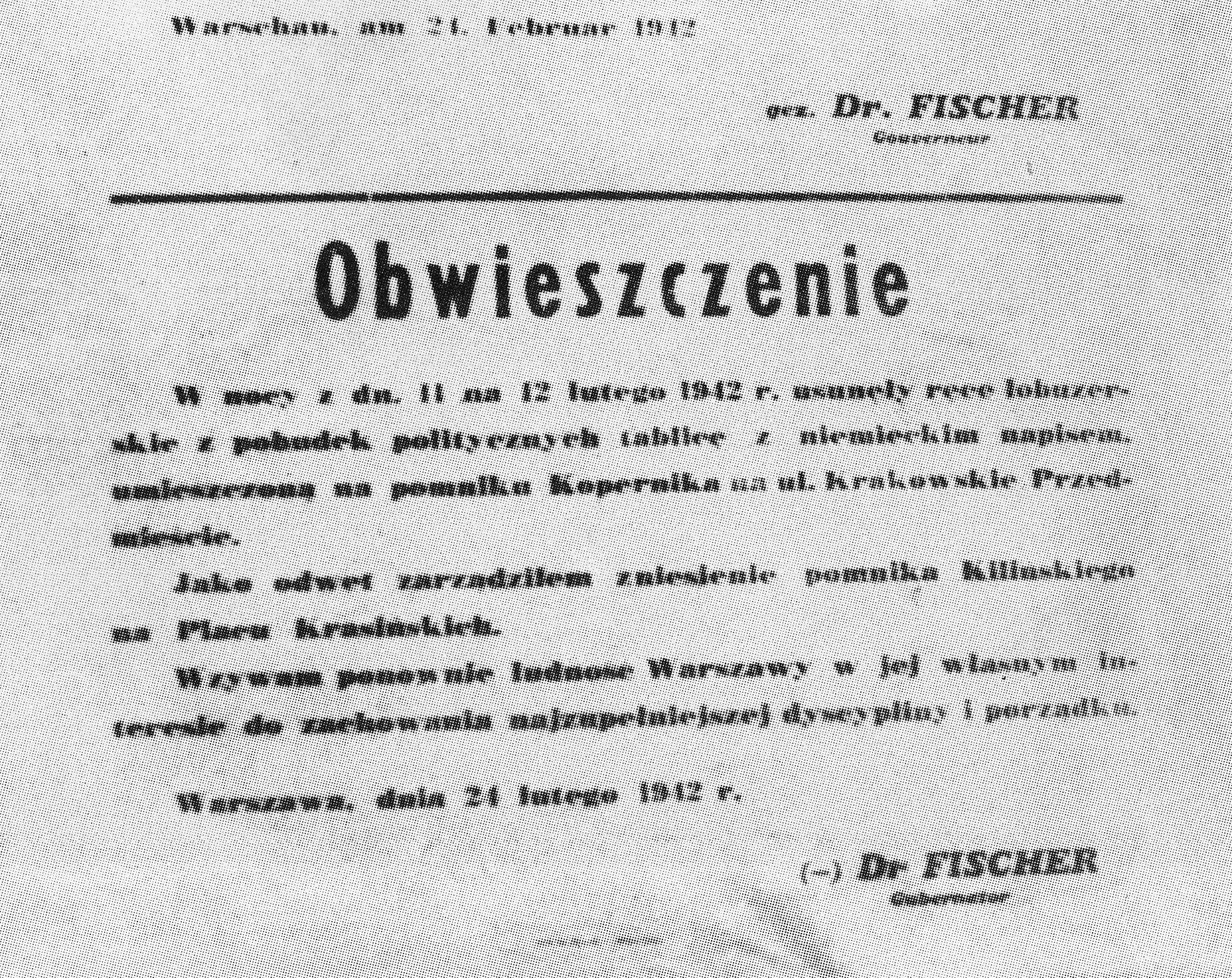
Obwieszczenie Ludwiga Fischera z 24 lutego 1942 o demontażu pomnika
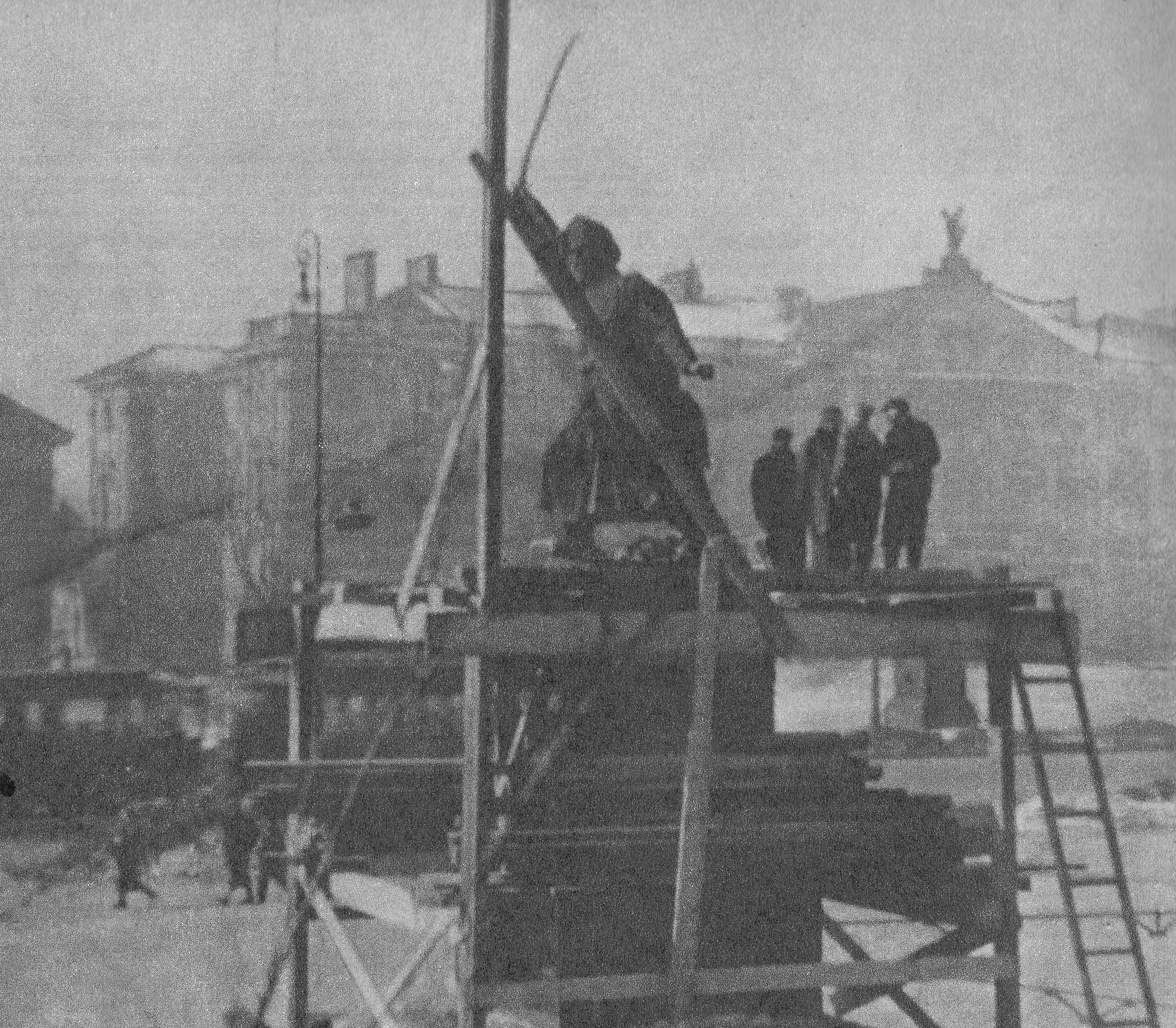
Demontaż monumentu na polecenie Niemców w 1942
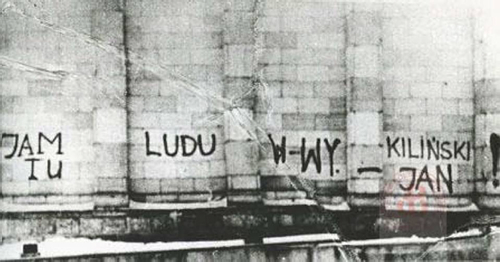
Napis na murze Muzeum Narodowego namalowany przez Aleksego Dawidowskiego
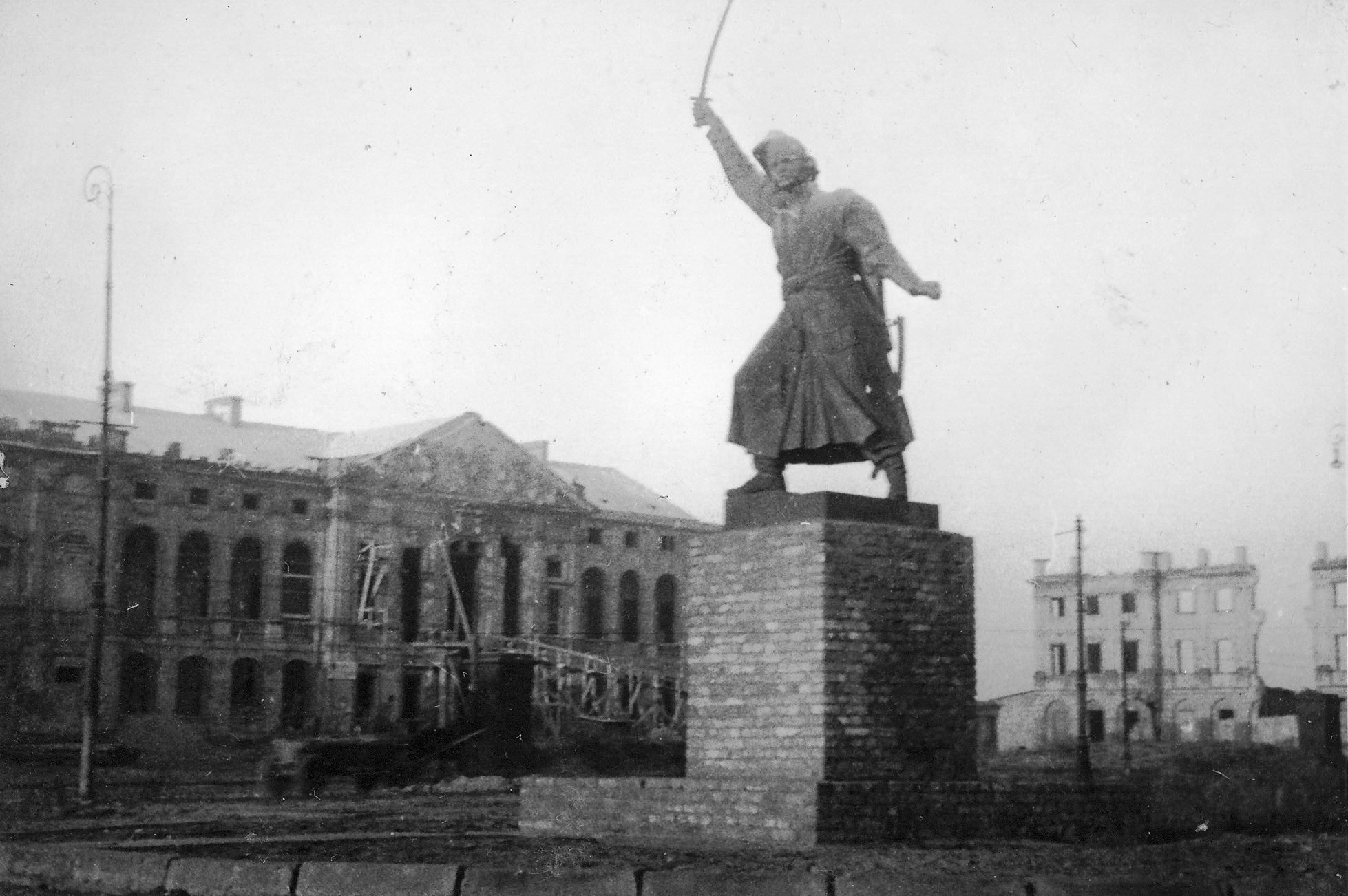
Pomnik umieszczony po wojnie ponownie na placu Krasińskich
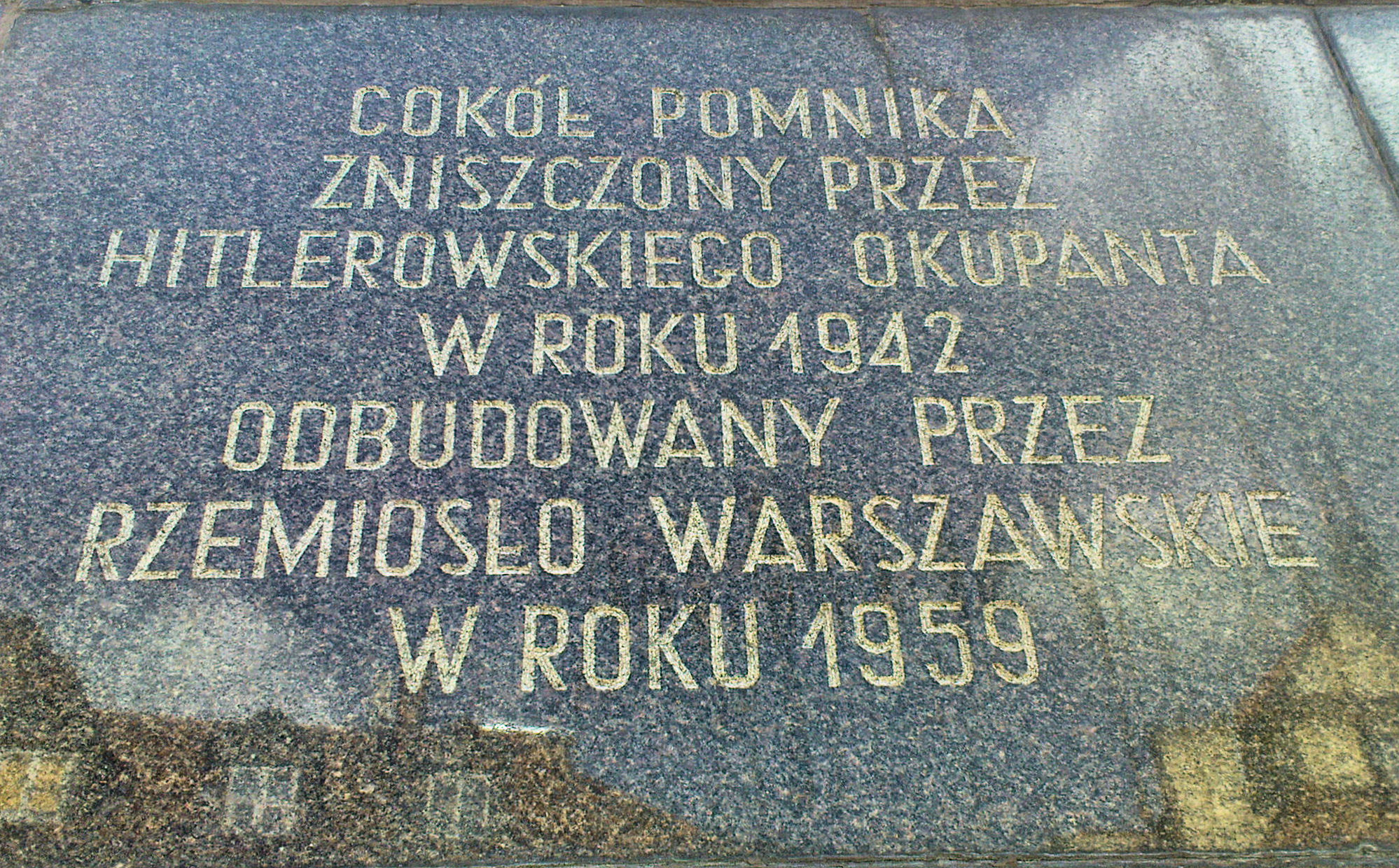
Inskrypcja na obecnym cokole